# متحولة لثوية
المُتَحَوِّلَةُ اللِّثَوِيَّة هي أميبا انتهازية، وهي أول الأميبيات التي يتم وصفها في البشر.
توجد في الفم، داخل الأغشية الحيوية للجيبة اللثوية بالقرب من قاعدة السنة، وأيضاً داخل جيبات دواعم السن. توجد المتحولة اللثوية في 95% من المصابين بأمراض لثوية، ونادراً ما توجد في لثة صحية. لا يحدث تكوين كيسات، وبالتالي تنتقل من شخص لآخر مباشرة عن طريق التقبيل، أو عن طريق مشاركة أدوات الطعام. تمتلك المتحولة اللثوية قدم كاذبة تُمَكنها من التحرك بسرعة وتقوم ببلعمة أنوية العدلات متعددة النوى في أمراض دواعم السن. يتراوح قطر نواتها الكروية بين 2 إلى 4 ميكرومتر وتحتوي على جسيم داخلي مركزي صغير. تختوي المتحولة اللثوية على العديد من الفجوات العصارية التي تتكون في الأساس من أنوية العدلات متعددة النوى، خلايا الدم والبكتيريا التي تم بلعمتها.

## الوسائط
النشاط الرئيسي للمتحولة اللثوية في شقوق دواعم السن المصابة، بجانب الحركة، يتمثل في التغذية على نواة كرات الدم البيضاء. تخترق الأميبا السيتوبلازم حتى تصل للنواة وتقوم حرفياً بشفط محتويات النواة عن طريق الضغط السلبي للقدم الكاذب. الغذاء الذي تم ابتلاعه للأسفل يتم هضمه تدريحياً في الإندوبلازم.

## وصلات خارجية
- http://m.youtube.com/watch?v=8_8NyTANf6o
- activity of the amoeba Entamoeba gingivalis in the infected periodontal crevices
- http://m.youtube.com/watch?v=2wZOiqZe1Zs
- http://m.youtube.com/watch?v=7F1zZlKor7w